# Des nouvelles du bon Dieu
Pour plus de détails, voir Fiche technique et Distribution.
Des nouvelles du bon Dieu est un film français réalisé par Didier Le Pêcheur et sorti en 1996.

## Synopsis
Nord et Évangile vont tenter de trouver la réponse à une question essentielle qu'ils se posent : "Qu'est-ce qui nous prouve que nous ne sommes pas des personnages de roman, que nous existons vraiment ?" Il faut dire que Nord et Évangile n'aiment pas beaucoup leur histoire et décident de rencontrer l'écrivain tout-puissant pour lui en toucher deux mots.

## Fiche technique
- Titre original : Des nouvelles du bon Dieu
- Réalisation : Didier Le Pêcheur
- Scénario : Didier Le Pêcheur, Artus de Penguern et Pascal Arnold d'après le roman de Didier Le Pêcheur
- Production : Fabrice Coat et Michelle Plaa
  - Producteur délégué : Robert Boner, Sylvaine Landon et Joaquim Pinto
- Sociétés de production : CNC, Ciné Manufacture, GER, M6 Films et Program 33
- Photographie : Gérard Simon et Marc Koninckx
- Musique : Jean-Louis Négro
- Montage : Sylvie Landra
- Costumes : Brigitte et Marie Calvet
- Pays :  France
- Genre : comédie
- Format : couleurs
- Durée : 100 minutes
- Dates de sortie : 
  -  France : 12 juin 1996

## Distribution
- Marie Trintignant - Évangile
- Maria de Medeiros - Karenine
- Christian Charmetant - Nord
- Michel Vuillermoz - Jivago
- Jean Yanne - Dieu
- Isabelle Candelier - Edwarda
- Artus de Penguern - Salambo
- Dany Brillant - un pompier
- Laure Adler
- Yves Barsacq - Le narrateur
- Bernard Bloch
- Stéphane Ferrens
- Filipe Ferrer
- Mathieu Kassovitz	- un infirmier
- Patrick Ligardes
- Paulo Matos
- Jean-Baptiste Mondino
- Vincent Pambaguian
- António Pires
- Serge Riaboukine - Ferdydurke
- Carmen Santos
- Victor Santos
- Shula Siegfried
- Florence Thomassin
- José Wallenstein

## Autour du film
- Le film est une réflexion sur la création en forme de vertigineuse mise en abyme.
- On retrouve parmi les personnages croisés un pompier interprété par Dany Brillant et un infirmier sous les traits de Mathieu Kassovitz.

## Distinctions
- Grand prix du Festival de Chamrousse 1996.